# Koto Hoxhi
Koto Hoxhi, znany także jako Konstandin Hoxhi (ur. 1824 w Qestoracie, zm. 1895 w Stambule) – albański nauczyciel.

## Życiorys
Był nauczycielem w greckojęzycznym seminatium w Qestoracie, potajemnie nauczał także w języku albańskim. Poprosił osmańskiego gubernatora wilajetu Janina o założenie albańskojęzycznej szkoły, przez co popadł w konflikt z konsulatem greckim w Janinie, ekskomunikowany z Ekumenicznego Patriarchatu Konstantynopolitańskiego oraz aresztowany.
W 1874 roku napisał jedną z pierwszych albańskich sztuk artystycznych, zatytułowaną Dasma në Lunxhëri, która była wystawiana w Gjirokastrze.
Zmarł w 1895 roku w więzieniu położonym w twierdzy Yedikule.

## Upamiętnienia
Jego imieniem nazwano założoną w 1920 roku szkołę podstawową dla dziewcząt w Gjirokastrze.